# Parlementaire enquête naar Fyra
De Parlementaire enquête naar Fyra was een enquête naar de Fyra-treinverbinding tussen Nederland en België waartoe de Tweede Kamer in juni 2013 heeft besloten. Er is een commissie ingesteld onder het voorzitterschap van Madeleine van Toorenburg. Op 18 mei 2015 werd met de verhoren gestart. Het eindrapport van de commissie werd gepresenteerd op 28 oktober 2015.

## Procedure
Reden voor het onderzoek waren de aanhoudende problemen rond de Fyra. Een tijdelijke commissie (ook onder het voorzitterschap van Madeleine van Toorenburg) moest voorstellen doen voor de opzet van een parlementaire enquête. Ook moest de tijdelijke commissie voorstellen doen over het omgaan met mogelijke juridische, civielrechtelijke en/of strafrechtelijke procedures die door bijvoorbeeld de fabrikant van de Fyra-treinstellen gestart kunnen worden.
De tijdelijke commissie heeft in de zomer van 2013 een eerder uitgevoerd onderzoek naar de HSL-Zuidlijn bestudeerd en onderzoeksvragen opgesteld. Op 19 december 2013 stemde de Tweede Kamer in met een uitgewerkt plan van aanpak voor het onderzoek.
Het doel van de enquête is te komen tot waarheidsvinding en inzicht in de ontwikkelingen die ertoe hebben geleid dat het oorspronkelijk beoogde vervoer over de HSL-Zuid tot op heden niet tot stand is gekomen. Hiermee wordt beoogd tot oordeelsvorming te komen en lessen te trekken voor de toekomst. 

## Voorgeschiedenis

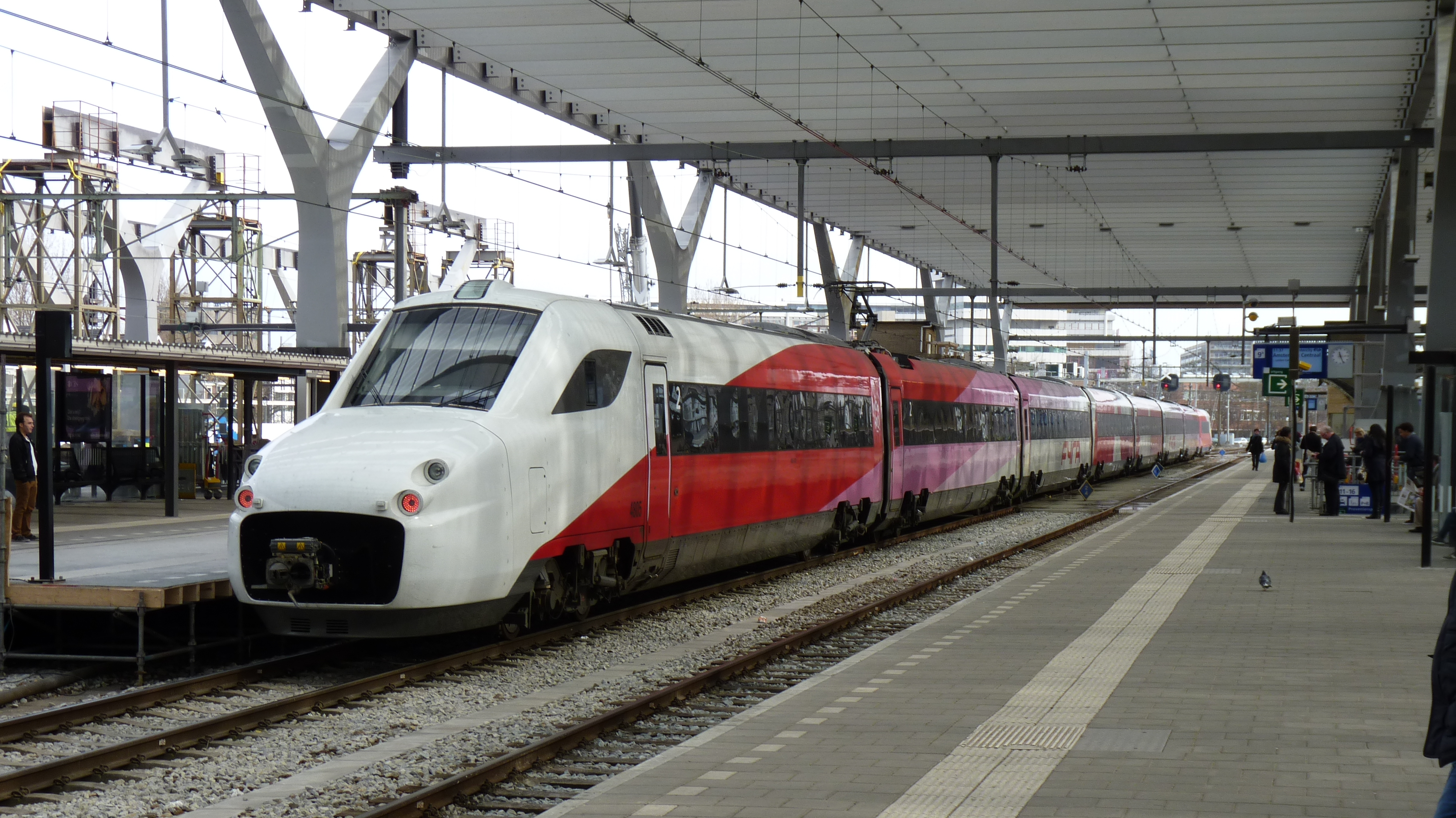
Vanaf september 2012 werden er testritten met de V250 gereden. Hier staat een trein op Station Rotterdam Centraal.

De treinverbinding was een samenwerkingsproject van de Nederlandse Spoorwegen en de Belgische spoorwegmaatschappij NMBS. De Fyra verving de oude Beneluxtrein en moest, met een uiteindelijke snelheid van 250 kilometer per uur, de snelle verbinding tussen Nederland en België worden. Aanvankelijk zou de trein (V250) vanaf 2007 gaan rijden, maar die datum werd niet gehaald wegens productieproblemen van fabrikant AnsaldoBreda en problemen met het European Rail Traffic Management System (ERTMS) op het Nederlandse spoor. Uiteindelijk werd de trein op 9 december 2012 opgenomen in de nieuwe dienstregeling. Vanaf de eerste dag kampten de treinen echter al met technische problemen.
In januari 2013 werd duidelijk dat de treinen niet bestand waren tegen winterse omstandigheden. Op een hoorzitting tussen het Nederlandse en Belgische parlement op 28 januari 2013 werd besloten om tijdelijk intercitytreinen in te zetten ter vervanging van de uitgevallen Fyra-treinen. In februari 2013 lekte een onderzoeksrapport van een Tweede Kamercommissie uit, waaruit bleek dat er in 2005 al twijfels waren over Fyra-producent AnsaldoBreda; het bedrijf had helemaal geen ervaring met de bouw van hogesnelheidstreinen. Daarnaast staat in het rapport dat er veel misging bij de aanbesteding van de hogesnelheidslijn aan High Speed Alliance B.V (HSA), een dochterbedrijf van de NS en KLM. Ook werd duidelijk dat de problemen zich in de loop der jaren opstapelden.
Op 28 februari 2013 eisten oppositiepartijen CDA, D66 en GroenLinks een onderzoek naar het stoppen met de Fyra. De Belgische Spoorwegen kondigden eind mei 2013 aan om het contract met de producent van Fyra-treinen te verbreken. Kort daarna stopte ook de NS met de Fyra. De Belgen hadden toen nog geen treinen afgenomen. De NS daarentegen had al negen treinen van AnsaldoBreda afgenomen. Een onafhankelijke instantie moest onderzoeken wat de consequenties en kosten waren van het openbreken van het recht voor de Fyra om over het spoor te rijden. Dit recht heeft HSA in handen. Begin juni gingen in Nederland de regeringspartijen VVD en PvdA overstag voor een parlementair onderzoek.
De commissie streefde er in eerste instantie naar in mei 2015 een eindrapport te publiceren, maar er trad een vertraging van ongeveer een half jaar op doordat de NS belangrijke documenten later dan gepland zou hebben verstrekt. De openbare verhoren waren oorspronkelijk gepland voor de periode december 2014 - januari 2015 en vonden uiteindelijk plaats van 18 mei 2015 tot en met 12 juni 2015.

## Samenstelling enquêtecommissie
De Tweede Kamer heeft donderdag 19 december 2013 besloten een parlementaire enquête te houden naar de Fyra. Kamervoorzitter Anouchka van Miltenburg heeft de parlementaire enquêtecommissie Fyra formeel ingesteld. Die bestond uit:
- Madeleine van Toorenburg (CDA), voorzitter
- Mei Li Vos (PvdA), ondervoorzitter
- Vera Bergkamp (D66), lid
- Henk van Gerven (SP), lid
- Ard van der Steur (VVD), lid (tot 20 maart 2015)
- Ton Elias (VVD), lid (vanaf 31 maart 2015)[7]

## Onderzoeksvragen
Het doel van het onderzoek was om te komen tot waarheidsvinding en inzicht in de ontwikkelingen die ertoe hebben geleid dat het oorspronkelijk beoogde vervoer over de Hoge Snelheidslijn-Zuid niet tot stand is gekomen. Het onderzoek zal zich richten op:
- De aanbesteding en uitvoering van de vervoersconcessie op de  HSL-Zuid
- De keuze voor en het bouwproces van de Italiaanse Fyra-treinen en de controles na de levering van de eerste treinstellen.
- De rol van de Tweede Kamer.
- De samenwerking met België.
- De financiële gevolgen voor de Nederlandse Staat.

## Het onderzoek
Het onderzoek bestond uit de volgende fasen:
1. Uitvoering deelonderzoeken: gesprekken, werkbezoeken, feitenonderzoek op basis van openbare bronnen en (gevorderde) documenten binnen en buiten de Rijksoverheid.
2. Voorbereiden en houden besloten voorgesprekken (juli - november 2014): Na de dataverzameling en het feitenonderzoek heeft de commissie besloten voorgesprekken gehouden, als voorbereiding op de openbare verhoren. Deze voorgesprekken hadden als doel om de kennis van en het inzicht in het onderwerp te vergroten. Ook kon de commissie de bevindingen uit het feitenonderzoek toetsen. De voorgesprekken hadden daarnaast tot doel om getuigen en deskundigen te selecteren voor de openbare verhoren. Er wordt niet openbaar gemaakt met wie voorgesprekken zijn gevoerd.
3. Openbare verhoren (gedurende vier weken vanaf 18 mei 2015; oorspronkelijke planning was december 2014 – januari 2015). Na afronding van de voorgesprekken zou de commissie personen als getuige of deskundige horen. Het doel van de openbare verhoren was waarheidsvinding, eventuele onduidelijkheden uit het vooronderzoek ophelderen en het publiek een beeld geven van de onderzochte gebeurtenissen.
4. Opstellen eindrapport (vanaf juni 2015 na afronding van de openbare verhoren; oorspronkelijke planning was februari – april 2015; later werd de publicatie uitgesteld naar oktober 2015): In het eindrapport beantwoordde de commissie de onderzoeksvragen en deelde zij haar inzichten over de ontwikkelingen die ertoe hebben geleid dat het oorspronkelijk beoogde vervoer over de HSL-Zuid tot op heden niet tot stand is gekomen. Het eindrapport werd aangeboden aan de Tweede Kamer. Het bevatte meer technische details, bijvoorbeeld over problemen met ERTMS en de V250, dan in de openbare verhoren werden behandeld.

## Conclusies
De commissie concludeerde in januari 2016 dat "(..) het beloofde vervoer over de HSL-Zuid er niet is gekomen omdat andere belangen steeds voorrang kregen boven het reizigersbelang. Zo vond de Staat de financiële opbrengsten belangrijk. NS wilde vooral de eigen (monopolie)positie op het Nederlandse spoor houden. Daarmee heeft de reiziger niet gekregen wat hem was beloofd, namelijk snel, rechtstreeks vervoer naar Brussel tegen een redelijke prijs. En de HSL-Zuid, die veel belastinggeld heeft gekost, wordt niet gebruikt zoals bedoeld."